# Яскина, Ефимия Давыдовна
Ефимия Давыдовна Яскина (5 июня 1919, с. Ачадово, Тамбовская губерния — 5 февраля 2012, Саранск) — советская государственная деятельница.

## Биография
Родилась 5 июня 1919 года в многодетной семье (была одиннадцатой дочерью у своих родителей).
В 1939 окончила педагогическую школу, в 1939—1949 гг. работала учительницей, затем директором школы в селе Мордовский Пимбур.
В 1946 году вступила в ВКП(б).
С 1949 года была секретарём по идеологии Ширингушского районного комитета ВКП(б) Мордовской АССР. После окончания в 1953 году Мордовской окружной партийной школы стала вторым секретарём Ардатовского райкома КПСС. Потом переведена в Ширингушский райисполком в качестве председателя, впоследствии назначена первым секретарём райкома. После упразднения 16 марта 1959 года Ширингушского района и включения его территории в состав Зубово-Полянского района Е. Д. Яскина стала первым секретарём райкома этого района.
В 1962 году окончила Высшую партийную школу при ЦК КПСС, в 1963—1971 годах была председателем Президиума Верховного Совета Мордовской АССР, а в 1971—1978 гг. — министром социального обеспечения Мордовской АССР.
Была избрана:
- депутатом (от Мордовской АССР) Совета Национальностей Верховного Совета СССР 5-го созыва (1958—1962)[5];
- депутатом (от Мордовской АССР) Верховного Совета РСФСР 6-го (1963—1967)[6] и 7-го (1967—1971)[7] созывов.

С 1978 года находилась на пенсии.

## Семья
Воспитала приёмную дочь, двух внуков.

## Память
В память о Ефимии Яскиной 5 июня 2014 года установлена мемориальная доска на доме № 23 по улице Пролетарской города Саранска, в котором она жила с 1968 по 2012 год.

## Награды
- Орден Ленина
- Орден Трудового Красного Знамени
- Орден «Знак Почёта»